# Mont Faron (wielerwedstrijd)
De wielerwedstrijd Mont Faron was een wedstrijd die werd verreden als individuele tijdrit, en vond plaats rond de berg de Mont Faron, nabij Toulon. De berg Mont Faron kent een hoogte van 584 meter. De wedstrijd werd verreden tussen 1952 en 1970 en kende zodoende 18 edities, deze vond enkel in 1969 geen doorgang. Recordwinnaar van deze wedstrijd is Federico Bahamontes, hij won viermaal.

## Lijst van winnaars

### Meervoudige winnaars
| Overwinningen | Renner              | Land      | Jaren                  |
| ------------- | ------------------- | --------- | ---------------------- |
| 4             | Federico Bahamontes | Spanje    | 1955, 1962, 1963, 1964 |
| 3             | Jean Dotto          | Frankrijk | 1952, 1953, 1954       |
| 2             | Raymond Poulidor    | Frankrijk | 1961, 1966             |

### Overwinningen per land
| Overwinningen | Land                           |
| ------------- | ------------------------------ |
| 11            | Frankrijk                      |
| 5             | Spanje                         |
| 1             | Luxemburg, Verenigd Koninkrijk |